# Betazoidi
Betazoidi su humanoidna vrsta univerzuma Zvezdanih staza koja potiče sa planeta Betazed iz  alfa kvadranta sposobna za interstelarna putovanja.Imaju sposobnosti telepatije i empatije zbog razvijenog jedinstvenog dijela mozga parakorteksa.Od ljudi se veoma malo razlikuju i to samo po uvećanoj i potpuno crnoj zjenici.Društvo je krajnje liberalno zbog sposobnosti čitanja misli i pokazuje određeni stepen matrijahalnosti.